# Menella spinifera
Menella spinifera is een zachte koraalsoort uit de familie Plexauridae. De koraalsoort komt uit het geslacht Menella. Menella spinifera werd in 1911 voor het eerst wetenschappelijk beschreven door Kükenthal. 